# Harbansus bowenae
Harbansus bowenae är en kräftdjursart som beskrevs av Louis S. Kornicker 1978. Harbansus bowenae ingår i släktet Harbansus och familjen Philomedidae. Inga underarter finns listade i Catalogue of Life.